# Таласократичні періоди
Таласократичні періоди (рос. талассократические периоды, англ. thalassocratic periods; нім. thalassokratische Perioden f pl) – в геологічній історії – періоди найбільшого поширення морських басейнів на поверхні Землі, пов’язані з опусканням земної кори. До Т.п. належать силур, сер. та пізній девон, ранній карбон, пізня крейда. 
На території нинішньої Європи найбільші площі були зайняті морем на початку силурійського, кам’яновугільного, юрського періодів та наприкінці крейдового. Протиставляються геократичним періодам.